# Agathe Portail
Agathe Portail est une autrice française de romans policier et de romans jeunesse.

## Biographie
Originaire de Jublains (Mayenne), après des études de commerce, elle travaille pour le milieu viticole avant de décider de se consacrer à l'écriture tout en contribuant au média Les Fabuleuses au foyer. Avec d’autres autrices, elle crée le collectif Les Louves du Polar afin de promouvoir le roman policier féminin français.
Mariée, mère de quatre enfants, elle est membre de l’équipe nationale des Scouts unitaires de France.

## Œuvre
- L'Année du gel, Calmann-Lévy (2020) - J'ai lu, 2022[5]
- Piqûres de rappel, Calmann-Lévy (2021)[6]
- De la même veine, Calmann-Lévy (2022)[7]
- Les Âmes torrentielles, Actes Sud, 2023[8],[9],[10],[11]
- Fendre l'azur, Actes Sud, 2025[12]

### Le Cercle des audacieux. Au secours de Notre-Dame
- Tome 1 : Panique sur le chantier, Emmanuel Jeunesse
- Tome 2 : L'Affaire Victor H., Emmanuel Jeunesse[13]
- Tome 3 : Opération Dynamite, Emmanuel Jeunesse[4],[14]